# Mansão Henry Gibson
A Mansão Henry Gibson, também referida como Palacete Baptista da Silva e Palácio de Ponte d'Uchoa, é um casarão histórico localizado na cidade do Recife, capital do estado brasileiro de Pernambuco. Pertence há várias gerações à família Baptista da Silva.

## História
O palacete de número 1229 da Avenida Rui Barbosa (antiga Estrada dos Manguinhos), no bairro das Graças, foi construído no ano de 1847 pelo negociante inglês Henry Gibson.
Após a saída da família Gibson, o palacete foi ocupado pelo Internato Pernambucano, considerado o mais aristocrático colégio da época.
Em fins do século XIX, foi adquirido pela família de industriais e banqueiros Baptista da Silva.

## Arquitetura / Construção
O palacete é em estilo neomanuelino ou neogótico, cercado de grades da Fundição C. Starr & Cia., que funcionou na Rua da Aurora entre 1829 e 1875. É um dos mais antigos exemplares no Brasil com este estilo. Com um jardim bem cuidado, foi a primeira casa da região projetada com jardim segundo o arquiteto José Luiz da Mota Menezes.